# Franck Perque
Franck Perque (Amiens, 30 de novembre de 1974) va ser un ciclista francès, que fou professional entre 1998 i 2004. Els seus millors resultats els aconseguí en la pista, on es va proclamar Campió del món dos cops.

## Palmarès en ruta
- 1996:
  - 1r a la París-Tours sub-23.
- 1998:
  - Vencedor d'una etapa al Tour de Normandia.
- 2006:
  - 1r a la Ronda de l'Oise i vencedor d'una etapa.
  - 1r a la París-Connerré.
- 2007:
  - 1r a la París-Ézy.

### Resultats al Giro d'Itàlia
- 2000: abandona (2a etapa).

## Palmarès en pista
- 2000:
  -  Campió de França en Puntuació.
- 2002:
  -  Campió del món de Madison (amb Jérôme Neuville).
- 2004:
  -  Campió del món de Puntuació.
- 2006:
  -  Campió de França en Puntuació.

### Resultats a laCopa del Món
- 2004:
  - 1r a Aguascalientes, en Persecució per equips.